# Шах-Файсал
Шах-Файсал (англ. Shah Faisal Town) — небольшой густонаселённый техсил, расположенный в восточной части пакистанского города Карачи, столицы провинции Синд. Техсил носит имя короля Саудовской Аравии Фейсала.

## Географическое положение
Техсил граничит с Малиром на северо-востоке, с Бин-Касимом на востоке, с Коранги и Ландхи на юге, с районом Фейсал и районом Малир на западе и северо-западе. Техсил состоит из 7 союзных советов.

## Население
В 1998 году население техсила составляло 335,823 человек.

## Власть
- Назим — Иртиза Фаруки
- Наиб назим — Карим-уд-Дин
- Администратор — Камаль Мустафа